# 長嶺 (仙台市)
長嶺（ながみね）は宮城県仙台市太白区の町丁。郵便番号は982-0847。住民基本台帳に基づく人口は519人、世帯数は286世帯（2025年1月1日現在）。丁目の設定のない単独町名である。全域で住居表示を実施している。旧仙台市長町字長嶺・字二ツ沢の各一部、旧仙台市長嶺。

## 地理

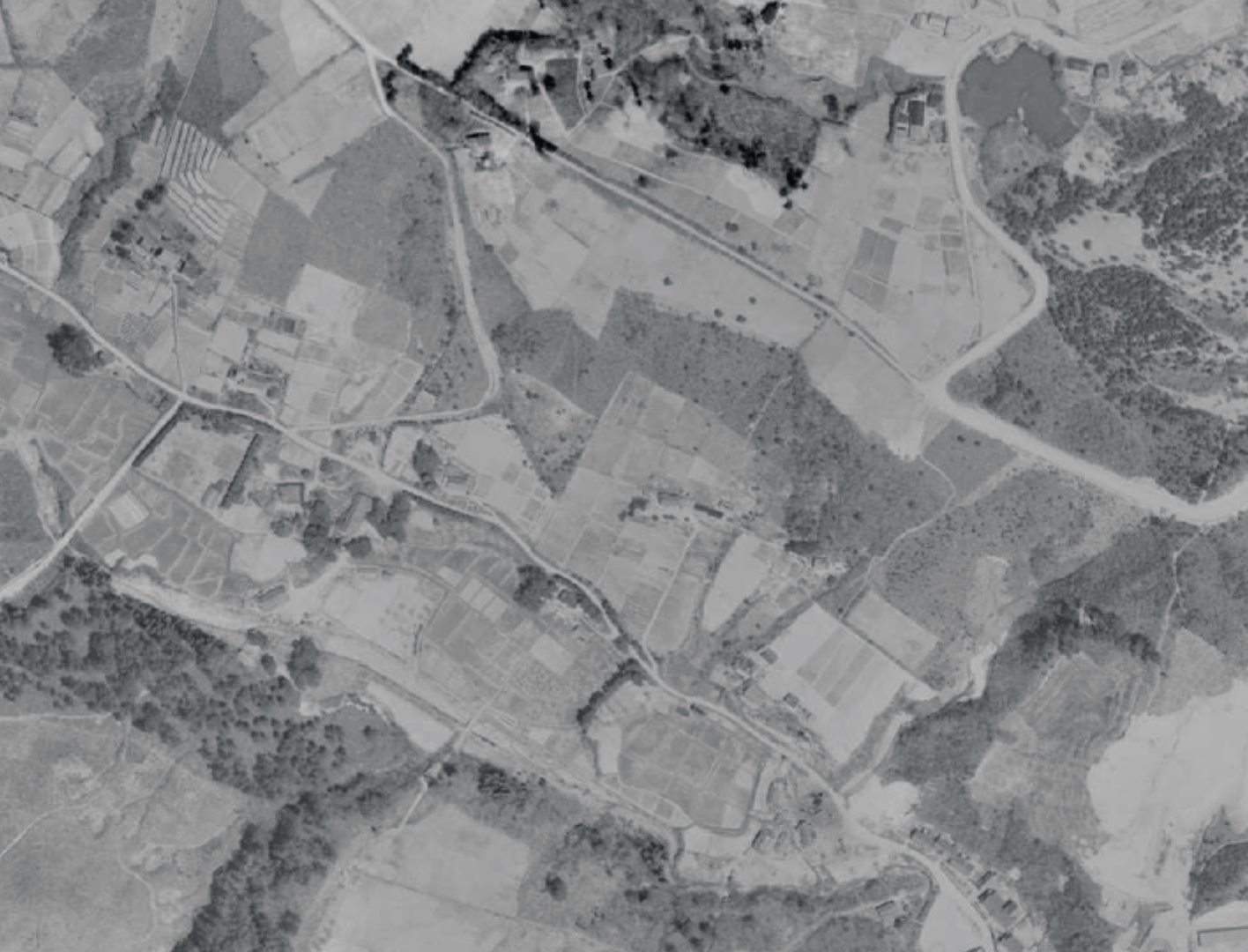
長嶺の航空写真（1961年4月26日）

仙台市の南西部、大年寺山の西に続く丘陵に位置し、丘陵傾斜面と二ツ沢の浅い谷間に住宅が建っている。南側を緑ケ丘と、西側を青山および八木山弥生町と、北側を茂ケ崎と、東側を二ツ沢と接する。
都市計画区域上では全域が市街化区域に指定されており、都市計画法上の用途地域では仙塩広域都市計画道路として計画されている八木山柳生線の沿道が第二種住居地域に、それ以外が第一種住居地域および第一種低層住居専用地域に指定されている。防火地域および準防火地域の指定はない。
- 山：大年寺山
- 河川：二ツ沢

## 歴史

### 近代
行政区画としては陸前国名取郡根岸村の一部にあたり、明治4年7月14日（1871年8月19日）に廃藩置県によって仙台県の管轄に、明治5年1月8日（1872年2月16日）に宮城県へ改称された。同年4月9日（6月10日）には大区小区制の施行により宮城県第14大区小1区となり、1874年（明治7年）には第8大区小5区に変更された上、根岸村と平岡村が統合され長町村となった。このころ成立した「宮城県各村字調書」には、長町村の小字として長峯が既に存在している。
大区小区制は1878年（明治11年）10月21日に廃止され、1889年（明治22年）4月1日には新たに町村制が施行、全域が茂ヶ崎村となった。1915年（大正12年）2月1日、茂ヶ崎村は町制施行と同時に改称して長町となり、郡役所廃止後の1928年（昭和3年）4月1日には仙台市に編入され、仙台市大字長町の一部となった。
1973年（昭和48年）5月1日、仙台市の長町北地区で住居表示が施行され、長嶺が誕生した。

### 年表
- 1973年（昭和48年）5月1日 - 長町北地区の住居表示の実施に伴い、長町の一部をもって長嶺が誕生する[2][8]。なお、告示は昭和48年自治省告示第189号として同年11月21日に行われた[8]。
- 1989年（平成元年）4月1日 - 仙台市が政令指定都市に移行し、太白区が誕生。仙台市太白区長嶺となる。

### 町名の変遷
町名の変遷は以下の通りである。
| 変更後の区域 | 変更後の区域 | 変更前の区域 | 変更前の区域 | 変更前の区域 | 変更日                   |
| 自治体       | 町丁         | 自治体       | 大字         | 小字         | 変更日                   |
| ------------ | ------------ | ------------ | ------------ | ------------ | ------------------------ |
| 仙台市       | 長嶺         | 仙台市       | 長町         | 字長嶺       | 1973年（昭和48年）5月1日 |
| 仙台市       | 長嶺         | 仙台市       | 長町         | 字二ツ沢     | 1973年（昭和48年）5月1日 |

## 世帯数と人口
2025年（令和7年）1月1日現在の世帯数と人口は以下の通りである。
| 町丁 | 世帯    | 人口  |
| ---- | ------- | ----- |
| 長嶺 | 286世帯 | 519人 |
| 計   | 286世帯 | 519人 |

## 小・中学校の学区
小・中学校の学区は以下の通りとなる。括弧内は選択可能な学校を示す。
| 町丁 | 街区符号・住居番号 | 小学校     | 小学校         | 中学校     | 中学校         |
| ---- | ------------------ | ---------- | -------------- | ---------- | -------------- |
| 長嶺 | 1から2             | 鹿野小学校 | なし           | 長町中学校 | なし           |
| 長嶺 | 4から4の終わり     | 鹿野小学校 | なし           | 長町中学校 | なし           |
| 長嶺 | 8から10            | 鹿野小学校 | なし           | 長町中学校 | なし           |
| 長嶺 | 3から3の終わり     | 向山小学校 | なし           | 愛宕中学校 | なし           |
| 長嶺 | 5から6             | 向山小学校 | なし           | 愛宕中学校 | なし           |
| 長嶺 | 12から20           | 向山小学校 | なし           | 愛宕中学校 | なし           |
| 長嶺 | 7から7の終わり     | 向山小学校 | （鹿野小学校） | 愛宕中学校 | （長町中学校） |
| 長嶺 | 11から11の終わり   | 向山小学校 | （鹿野小学校） | 愛宕中学校 | （長町中学校） |

## 施設
- ミニストップ 仙台長嶺店（長嶺8-6）[21]
- 宮交自動車学校（長嶺4-1）[22]

## 交通

### 鉄道
鉄道駅はない。最寄り駅は■東北本線の長町駅もしくは■仙台市地下鉄南北線の長町一丁目駅。

### バス
- 宮城交通[23]
  - 長嶺 - 宮交自動車学校前（21系統）

### 道路
高速道路、一般国道、一般県道は通っていない。ただし、仙塩広域都市計画道路3・2・13号八木山柳生線が長嶺地内を通る計画がある。